# Qiyamah
Yawm al-Qīyāmah (Arabisch: يوم القيامة , letterlijk: "De dag van de Wederopstanding") is de Dag des oordeels in de islam.
Qiyamah wordt Dag van de Wederopstanding genoemd in soera Noach 18. Het is ook bekend als het Uur (soera Luqman 31 en soera De Ommantelde 47), Dag van de Afrekening (soera De Demonen 130), Dag van de Verzameling, (soera De Ommantelde 9) en de Grote Aankondiging.
De Hadith sahieh van Al-Bukhari vermeldt wat er in grote lijnen op de Dag des Oordeels gebeurt. Na de dood leven de zielen verder in een tussenstadium, de barzakh. Enkel wanneer alle mensen, djinns en engelen gestorven zijn zal de 'Dag des Oordeels' plaatsvinden. Dan wordt bepaald waar iedereen zijn plaats toegewezen krijgt.
Op die Dag zullen de martelaren en enkele van de sahaba direct hun plaats in de hemelse tuinen van het Paradijs (djannah) krijgen. De anderen die uit het graf worden opgewekt zullen ondervraagd worden door de engelen Nakir en Munkar. Daarna zal de overledene een boek krijgen waarin zijn leven is opgetekend. De rechtvaardigen zullen het in hun rechterhand ontvangen en gaan door naar de paradijselijke tuinen van de engel Reduan. De onrechtvaardigen ontvangen het in hun linkerhand en gaan door naar de hel, djahannam, daar waar de engel Malik heerst. Er zal een brug over de hel worden gelegd waarover de mensen zullen gaan om in het paradijs te geraken. Afhankelijk van hun daden kunnen de mensen door haken gegrepen worden en in de hel vallen.